# Galina Rytova
Galina Michajlovna Rytova (in russo Галина Михайловна Рытова?; Mosca, 10 settembre 1975) è un'ex pallanuotista e allenatrice di pallanuoto russa, vincitrice di una medaglia di bronzo ai giochi olimpici di Sydney 2000.
Ora allena le squadre giovanili di pallanuoto del Plebiscito Padova. Nel 2015 ha conquistato il secondo posto nazionale l'under 15 femminile e un terzo posto nazionale con l'under 19.

## Palmarès

### Club
- Campionato italiano: 1

Padova: 2016-17
- Coppe Italia: 1

Padova: 2016-17

### Nazionale
- Olimpiadi

Sidney 2000: 